# Dungeon Keeper (spelserie)
Dungeon Keeper är en spelserie med Bullfrog Productions som utvecklare och Electronic Arts som distributör. Första spelet kom 1997 och följdes av en uppföljare 1999. Ett tredje spel började utvecklas, men utvecklingen lades ner 2000.
I januari 2014 släpptes mobilspelet Dungeon Keeper till iOS. Detta spel har fått kritik för sitt free-to-play upplägg där spelaren blir tvungen att vänta långa tidsperioder för att spelet skall fortskrida eller betala för detta.

## Spel i serien

### Windows
- Dungeon Keeper (1997)
- Dungeon Keeper II (1999)
- Dungeon Keeper 3 (nedlagt)

### iOS
- Dungeon Keeper (2014)